# Liste der Kreisstraßen im Landkreis Bautzen

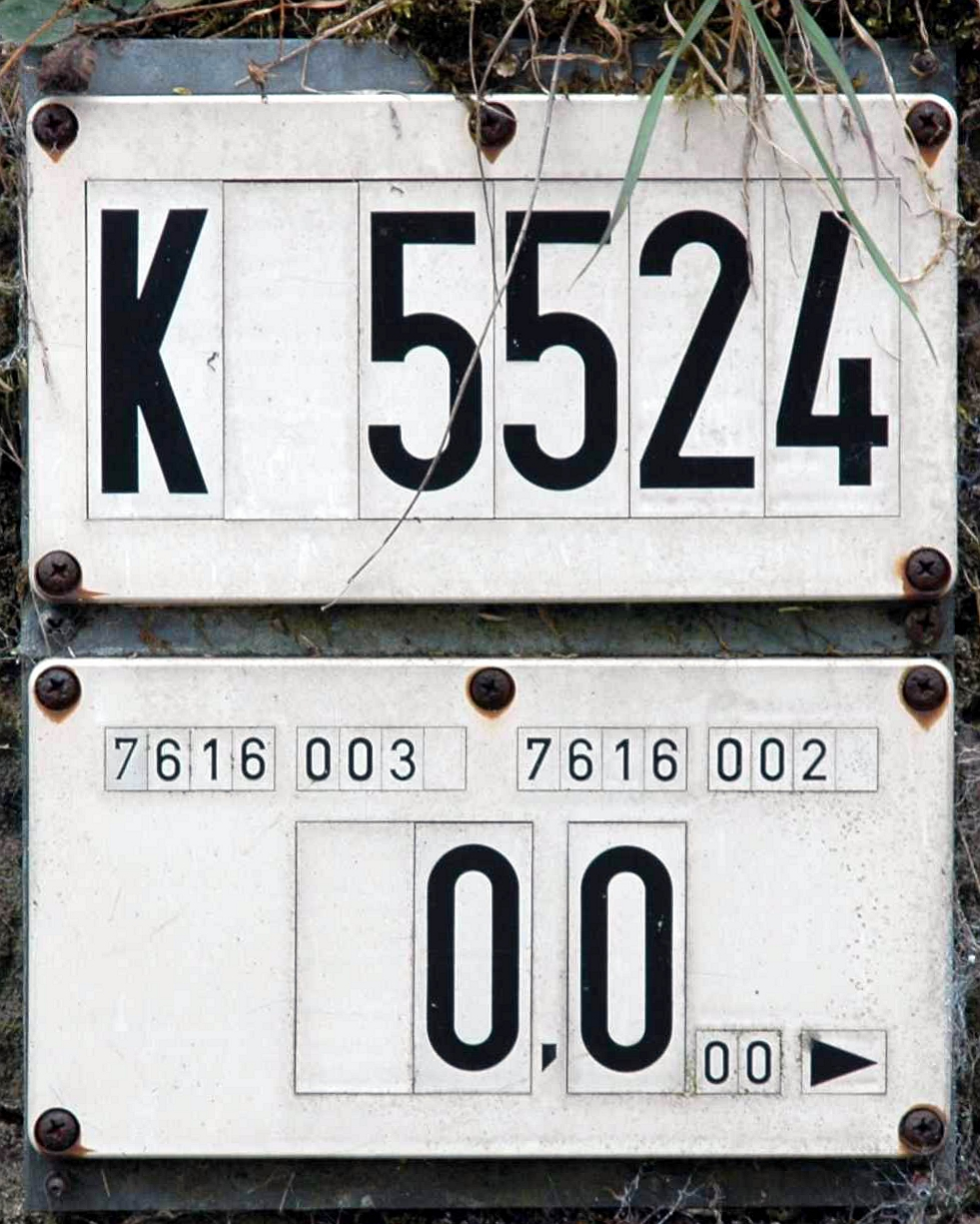
Stationszeichen

Die Liste der Kreisstraßen im Landkreis Bautzen ist eine Auflistung der Kreisstraßen im Landkreis Bautzen.

## Abkürzungen
- K: Kreisstraße
- S: Staatsstraße

## Listen
Die Kreisstraßen behalten die ihnen zugewiesene Nummer nicht bei einem Wechsel in einen anderen Landkreis oder in eine kreisfreie Stadt. Nicht vorhandene bzw. nicht nachgewiesene Kreisstraßen sind kursiv gekennzeichnet, ebenso Straßen und Straßenabschnitte, die unabhängig vom Grund (Herabstufung zu einer Gemeindestraße oder Höherstufung) keine Kreisstraßen mehr sind.
Der Straßenverlauf wird in der Regel von Nord nach Süd und von West nach Ost angegeben.

### Stadt Hoyerswerda
| Nr.    | Verlauf |
| ------ | --- |
| K 6402 | K 9202 – Friedrich-Engels-Straße – (jetzt K 9202)                                                          |
| K 6403 | K 9203 – Hauptstraße – /S 198 (jetzt K 9203)                                                               |
| K 6407 | K 9207 – Lessingstraße – Karl-Marx-Straße – K 9207 – … – K 9207 – Karl-Marx-Straße – K 9207 (jetzt K 9207) |
| K 6408 | K 9208 – Am Wasserschloß – (jetzt K 9208)                                                                  |
| K 6410 | S 198 – Am Teich – Nordstraße – Hauptstraße – Neue Straße –                                                |

### AltkreisBautzen
| Nr.    | Verlauf |
| ------ | --- |
| K 7201 | S 115 – Kreisgrenze – (K 8601 im Landkreis Görlitz) |
| K 7202 | in Wehrsdorf – Tännicht – Sohland an der Spree – S 116 – K 7248 – Taubenheim/Spree – Wassergrund – – Kreisgrenze – (K 8602 im Landkreis Görlitz)                                                           |
| K 7203 | (K 8703 im Landkreis Sächsische Schweiz-Osterzgebirge) – Kreisgrenze – K 7262 |
| K 7204 | K 9204 – Seeligstadt – K 7264 – K 9204 (jetzt K 9204) |
| K 7205 | S 98 in Puschwitz – Guhra – K 7281 – Neu-Jeßnitz – K 9230 – S 100 |
| K 7206 | S 110 – K 7230 – Gröditz – Vorwerk – Kreisgrenze – (K 8406 im Landkreis Görlitz) |
| K 7207 | K 7230 in Breitendorf – Kreisgrenze – (K 8607 im Landkreis Görlitz) |
| K 7208 | K 7264 in Schmiedefeld – Kreisgrenze – (K 8708 im Landkreis Sächsische Schweiz-Osterzgebirge) |
| K 7209 | S 158 – Frankenthal – S 56 – Großharthau – – K 7264 – Bühlau – Kreisgrenze – (K 8709 im Landkreis Sächsische Schweiz-Osterzgebirge)                                                                        |
| K 7210 | in Sdier – Brehmen – K 7211 – Großdubrau – Kleindubrau – Quatitz – S 107 – Dahlowitz – Kronförstchen – S 106                                                                                               |
| K 7211 | S 121 – Neudorf/Spree – K 7216 – Halbendorf/Spree – Spreewiese – K 7217 – Klix – S 101 – – K 7210 – Großdubrau – K 7212 – S 106 – Camina – Radibor – K 7283 – S 107 – in Cölln                             |
| K 7212 | K 7283 in Luppa – Lomske – S 106 – Crosta – K 7211 in Großdubrau |
| K 7213 | K 9220 – S 101 in Oppitz (jetzt K 9220) |
| K 7214 | S 101 – Lippitsch – Wessel – K 7215 |
| K 7215 | (K 8473 im Landkreis Görlitz) – Kreisgrenze – K 7214 – S 101 in Milkel |
| K 7216 | S 101 – Kauppa – Commerau – – K 7211 – Halbendorf/Spree – Geißlitz – K 7218 in Lömischau |
| K 7217 | in Commerau – Göbeln – K 7211 in Spreewiese |
| K 7218 | K 7216 in Lömischau – Wartha – S 109 |
| K 7219 | in Bautzen – Niederkaina – K 7237 – K 7220 – Litten – Purschwitz – K 7221 – Kleinbautzen – Preititz – Cannewitz – Rackel – S 110 – Baruth bei Bautzen – Dubrauke – S 110                                   |
| K 7220 | S 109 in Doberschütz – Kreckwitz – K 7219 |
| K 7221 | S 109 in Malschwitz – Kleinbautzen – K 7219 – Purschwitz – S 111 |
| K 7222 | S 109 in Malschwitz – Gleina – K 7223 – Buchwalde – S 110 in Baruth bei Bautzen |
| K 7223 | S 101/S 109 – K 7222 in Gleina |
| K 7226 | K 7219 in Cannewitz – S 111 – K 7227 in Drehsa |
| K 7227 | S 111 in Neupurschwitz – K 7228 – Kumschütz – Drehsa – K 7226 – Rodewitz – S 110 – K 7230 – Lauske – Särka – S 112                                                                                         |
| K 7228 | K 7227 – Canitz-Christina – K 7237 – Kubschütz – – K 7235 in Blösa |
| K 7229 | S 112 – Maltitz – Nostitz – S 112 |
| K 7230 | K 7206 in Gröditz – S 111 – Oberkotitz – K 7227 – Lauske – Zschorna – K 7232 – Breitendorf – K 7207 – |
| K 7232 | K 7234 in Kuppritz – Kohlwesa – K 7230 in Zschorna |
| K 7233 | in Plotzen – Lehn – Jauernick – Kreisgrenze – (K 8678 im Landkreis Görlitz) |
| K 7234 | S 110 – Kuppritz – K 7232 – – Neukuppritz – Sornßig |
| K 7235 | – Auritz – K 7238 – Rabitz – Daranitz – Rieschen – Blösa – K 7228 – Soritz – K 7236 – Meschwitz – S 110 – Wuischke – S 110 in Hochkirch                                                                    |
| K 7236 | in Kubschütz – Scheckwitz – Soritz – K 7235 – S 110 in Rachlau |
| K 7237 | in Burk – Niederkaina – K 7219 – S 111 – Baschütz – K 7238 – K 7228 in Kubschütz |
| K 7238 | K 7237 in Baschütz – Jenkwitz – – K 7235 – Rabitz – K 7239 – Jeßnitz – Grubditz – S 110 in Binnewitz |
| K 7239 | in Bautzen – Strehla – Soculahora – K 7238 – Jeßnitz – S 110 – Mehltheuer – Pielitz – K 7241 – Schönberg – S 115 in Cunewalde                                                                              |
| K 7240 | S 114 in Obergurig – Schwarznaußlitz – Singwitz – S 114 – Boblitz – in Ebendörfel |
| K 7241 | S 114 in Obergurig – Großdöbschütz – Rascha – Großpostwitz – S 116 – Cosul – Großkunitz – K 7239 |
| K 7243 | S 115 in Obercunewalde – Neudorf – S 152 |
| K 7244 | S 115 in Bederwitz – K 7246 in Crostau |
| K 7245 | S 115 in Kirschau – Callenberg – K 7246 in Crostau |
| K 7246 | in Ringenhain – Weifa – K 7247 – Neuschirgiswalde – Schirgiswalde – S 116 – Crostau – K 7245 – K 7244 – in Wurbis                                                                                          |
| K 7247 | in Steinigtwolmsdorf – K 7246 in Weifa |
| K 7248 | in Sohland an der Spree – K 7202 – Hohberg – S 116 |
| K 7250 | in Wehrsdorf – Tännicht – K 7202 in Sohland an der Spree |
| K 7251 | K 7240 – Schwarznaußlitz – Obergurig – S 114 – S 118 |
| K 7252 | K 7253 – Schlungwitz – Bärwald – S 118 in Arnsdorf |
| K 7253 | K 7255 – Drauschkowitz – S 120 – S 119 – Gnaschwitz – K 7252 – Schlungwitz – Doberschau – K 7254 – Preuschwitz – S 114 in Bautzen                                                                          |
| K 7254 | K 7255 in Grubschütz – K 7253 |
| K 7255 | S 107 in Seitschen Bahnhof – Kleinseitschen – K 7253 – K 7274 – S 119 – Techritz – Grubschütz – K 7254 – S 119                                                                                             |
| K 7256 | S 155 in Demitz-Thumitz – Birkenrode – K 7259 – K 7258 – Medewitz – K 7257 – Zockau – S 107 – S 120 |
| K 7257 | K 7256/K 7258 in Medewitz – Gaußig – S 120 – S 118 – S 107 – Golenz – Katschwitz – S 119 in Weißnaußlitz                                                                                                   |
| K 7258 | S 101 in Uhyst am Taucher – Großhänchen – K 7270 – Leutwitz – K 7259 – Spittwitz – S 118 – Schwarzwasser – Neu-Spittwitz – K 7256 – Medewitz – K 7257 – Cossern – S 120 in Naundorf                        |
| K 7259 | K 7258 – Cannewitz – Rothnaußlitz – S 111 – Karlsdorf – K 7256 |
| K 7260 | – Bischofswerda – S 111 – Schmölln/O.L. – Neuschmölln – S 120 in Tröbigau |
| K 7261 | S 155 in Schmölln/O.L. – in Putzkau |
| K 7262 | in Rammenau – Goldbach – S 56 – Weickersdorf – Kleindrebnitz – Großdrebnitz – Kreisgrenze – (K 8762 im Landkreis Sächsische Schweiz-Osterzgebirge)                                                         |
| K 7263 | S 120 – Kreisgrenze – (K 8726 im Landkreis Sächsische Schweiz-Osterzgebirge) |
| K 7264 | S 159 in Arnsdorf – Seeligstadt – K 9204 – – Schmiedefeld – K 7208 – K 7209 |
| K 7266 | S 94 – K 9238 – Burkau – K 7267 – S 101 in Schönbrunn/Lausitz |
| K 7267 | – Burkau – K 7266 – S 101 |
| K 7268 | S 101 – Pohla – K 7269 in Stacha |
| K 7269 | S 101 in Taschendorf – Stacha – K 7268 – S 111/S 155 in Wölkau |
| K 7270 | K 9238 in Säuritz – Glaubnitz – K 7271 – Jiedlitz – S 101 – Kleinhänchen – Pannewitz am Taucher – K 7271 – K 7258 in Großhänchen                                                                           |
| K 7271 | K 9238 in Kaschwitz – K 7270 – Uhyst am Taucher – S 101 – Pannewitz am Taucher – K 7270 – Coblenz – Nedaschütz – K 7278 – Göda – S 111 – S 107 – Döberkitz – Bloaschütz – S 100                            |
| K 7274 | in Kleinwelka – Großwelka – S 106 – … – S 111 in Dreistern – Oberförstchen – Kleinförstchen – K 7255 |
| K 7275 | S 107 – Bolbritz – K 7276 – S 106 – Salzenforst – Schmole – in Bautzen |
| K 7276 | S 107 in Milkwitz – Großbrösern – Schmochtitz – K 7277 – Niederuhna – Oberuhna – K 7275 – Bolbritz – S 100                                                                                                 |
| K 7277 | K 7278 – Saritsch – Loga – S 107 – K 7276 – Schmochtitz – S 106 |
| K 7278 | K 7284 – Neschwitz – S 98 – Uebigau – K 7277 – Pannewitz – Weidlitz – Dreikretscham – K 7279 – Sollschwitz – Prischwitz – S 100 – Pietzschwitz – K 7271 – Nedaschütz – S 111 – Birkau – S 107 in Seitschen |
| K 7279 | K 7230 – K 7205 – Storcha – K 7278 – S 107 in Dreikretscham (jetzt K 9230) |
| K 7281 | K 7284/K 9236 in Doberschütz – Jeßnitz – S 98 – K 7205 in Guhra |
| K 7282 | – Quoos – S 107 in Radibor |
| K 7283 | in Holscha – Holschdubrau – Luppedubrau – Luppa – K 7212 – Neu-Brohna – Radibor – K 7211 – S 107 – Bornitz – S 106 in Neu-Bornitz                                                                          |
| K 7284 | K 9221/K 9222 in Rachlau – Commerau – Entenschenke – K 7287 – S 101 – Niesendorf – Zescha – K 7286 – Neschwitz – K 7278 – K 7285 – Lomske – Lissahora – K 7281/K 9236 in Doberschütz                       |
| K 7285 | S 101 – Caßlau – K 7284 |
| K 7286 | K 7284 in Zescha – |
| K 7287 | K 7284 – S 101 |
| K 7289 | – K 9221 (jetzt K 9221) |

### AltkreisKamenz
| Nr.    | Verlauf |
| ------ | --- |
| K 9202 | – Waldesruh – Lauta – Torno – Torno Siedlung – Leippe – in Bernsdorf |
| K 9203 | K 9210 in Laubusch – Laubusch Siedlung – /S 198 |
| K 9204 | S 56 in Mittelbach – Lichtenberg – K 9251 – S 95 – Großröhrsdorf – S 158 – Seeligstadt – K 7264 – Fischbach – S 159 – – Kreisgrenze – (K 8704 im Landkreis Sächsische Schweiz-Osterzgebirge)                             |
| K 9205 | K 7205 – ohne Anschluss an eine klassifizierte Straße – K 7205 (jetzt K 7205) |
| K 9206 | S 181 in Ullersdorf – Kreisgrenze – (K 6206 in Dresden) |
| K 9207 | S 95 in Keula – Spohla – Maukendorf – Knappenrode – K 9219 in Koblenz |
| K 9208 | S 234 – Seidewinkel – in Hoyerswerda |
| K 9210 | K 9211 – Laubusch – K 9203 – |
| K 9211 | (K 6601 im Landkreis Oberspreewald-Lausitz, Brandenburg) – Landesgrenze – Tätzschwitz – Geierswalde – K 9210 – S 234 |
| K 9212 | (K 7120 im Landkreis Spree-Neiße, Brandenburg) – Landesgrenze – in Bluno |
| K 9213 | Bergener See – Bergen – S 234 – Neuwiese – |
| K 9214 | (K 7117 im Landkreis Spree-Neiße, Brandenburg) – Landesgrenze – ohne Anschluss an eine klassifizierte Straße – Landesgrenze – (K 7117 im Landkreis Spree-Neiße, Brandenburg) – Landesgrenze – K 9215                     |
| K 9215 | (L 471 in Brandenburg) – Landesgrenze – Zerre – K 9214 – Spreewitz – Burgneudorf – S 130 – Burghammer – Burg – K 9218 –                                                                                                  |
| K 9216 | in Sabrodt – – Landesgrenze – (K 7162 im Landkreis Spree-Neiße, Brandenburg) |
| K 9218 | K 9215 in Burg – S 108 |
| K 9219 | S 285 – Brischko – Maukendorf – Neu Buchwalde – S 285 – Groß Särchen – Koblenz – K 9207 – Mortka – K 9220 – Womiatke – S 108 in Lohsa                                                                                    |
| K 9220 | K 9219 – Friedersdorf – Steinitz – K 9221 – Weißig – Hermsdorf/Spree – S 101 in Oppitz |
| K 9221 | K 7284/K 9222 in Rachlau – Groß Särchen – Wartha – K 9220 in Steinitz |
| K 9222 | S 95 – Wittichenau – K 9225 – Hoske – K 7284/K 9221 in Rachlau |
| K 9223 | S 95 – Liebegast – K 9225 in Sollschwitz |
| K 9224 | K 9226 in Weißig – S 95 – Milstrich – Döbra – S 92 – Trado Siedlung – K 9225/K 9232 in Schönau |
| K 9225 | K 9222 in Wittichenau – Saalau – Sollschwitz – K 9223 – Schönau – K 9224 – K 9232 – Cunnewitz – K 9288 – Ralbitz – S 101 in Naußlitz                                                                                     |
| K 9226 | in Großgrabe – Straßgräbchen – S 94 – Weißig – K 9224 – S 92 – Lieske – S 95 in Oßling |
| K 9227 | – Zeißholz Siedlung – K 9228 – Zeißholz – Scheckthal – S 95 |
| K 9228 | K 9227 – S 92 |
| K 9229 | S 92 – Skaska |
| K 9230 | S 100 in Kamenz – S 94 – Nebelschütz – K 9231 – Wendischbaselitz – K 9236 – Schmeckwitz – K 9235 – Höflein – Mostach – Crostwitz – K 9238 – S 101 – S 98 – Prautitz – K 7205 – Storcha – K 7278 – S 107 in Dreikretscham |
| K 9231 | S 94/S 97 – Jesau – S 94 – K 9230 in Nebelschütz |
| K 9232 | S 97 – Schmerlitz – S 92 – K 9224/K 9225 in Schönau |
| K 9234 | S 101 – K 7285 (jetzt K 7285) |
| K 9235 | S 92/S 97 in Rosenthal – K 9236 – K 9230 – Höflein – K 9238 in Kuckau |
| K 9236 | K 9240 in Rehnsdorf – Dobrig – Talpenberg – K 9239 in Elstra – … – S 100 – Miltitz – K 9230 – Schmeckwitz – K 9235 – Räckelwitz – Neudörfel – S 101 – Horka – K 7281/K 7284 in Doberschütz                               |
| K 9237 | S 95 – Hennersdorf – Prietitz – K 9239 – S 100 in Thonberg |
| K 9238 | K 9230 in Crostwitz – K 9235 – Kuckau – Panschwitz – S 100 – S 105 – Ostro – Kaschwitz – K 7271 – Säuritz – K 7270 – K 7266                                                                                              |
| K 9239 | S 100 in Kamenz – Wiesa – Prietitz – K 9237 – Elstra – S 105 – K 9236 – K 9240 – Rauschwitz – Kindisch – S 94 |
| K 9240 | S 105 in Gersdorf – Möhrsdorf – K 9242 – Rehnsdorf – K 9236 – K 9239 – Rauschwitz – Gödlau – S 94 |
| K 9241 | K 9238 in Kaschwitz – K 7271 (jetzt K 7271) |
| K 9242 | K 9240 in Möhrsdorf – Steina – K 9243 – K 9250 – Pulsnitz – S 95 – S 56 – K 9244 – K 9245 – S 158 in Großröhrsdorf |
| K 9243 | K 9240 in Steina – Gickelsberg – Ohorn – K 9244 – S 56 |
| K 9244 | K 9242 in Pulsnitz – Ohorn – S 56 – K 9243 – Röder – S 158 in Hauswalde |
| K 9245 | K 9242 in Großröhrsdorf – S 56 in Bretnig |
| K 9250 | S 95 in Leppersdorf – Lichtenberg – K 9251 – Kleindittmannsdorf – Großnaundorf – K 9252 –S 56 – Oberlichtenau – S 104 – Weißbach – S 95 – K 9242 in Steina                                                               |
| K 9251 | K 9250 in Lichtenberg – K 9204 – S 56 in Pulsnitz |
| K 9252 | S 177 in Ottendorf-Okrilla – Lomnitz – K 9253 – K 9250 in Großnaundorf |
| K 9253 | S 56 in Höckendorf – K 9252 – Lomnitz – Wachau – K 9254 – S 177 in Feldschlößchen |
| K 9254 | S 177 in Seifersdorf – Wachau – K 9253 – Leppersdorf – S 95 – S 158 – Kleinröhrsdorf – K 9255 – Wallroda – S 159 |
| K 9255 | S 158 – K 9254 in Kleinröhrsdorf |
| K 9256 | S 181 in Großerkmannsdorf – Kleinwolmsdorf – S 159 in Arnsdorf |
| K 9257 | S 177 in Ottendorf-Okrilla – Grünberg – K 9258 – K 9259 – Kreisgrenze – (K 6257 in Dresden) – Kreisgrenze – Liegau-Augustusbad – S 180 – S 177                                                                           |
| K 9258 | S 177 – Grünberg – K 9257 – Kreisgrenze – (K 6258 in Dresden) – Kreisgrenze – K 9259 |
| K 9259 | K 9257 in Grünberg – K 9258 – Kreisgrenze – (K 6211 in Dresden) |
| K 9260 | S 177 in Medingen – Hufen – Kreisgrenze – (K 6260 in Dresden) |
| K 9261 | (K 8535 im Landkreis Meißen) – Kreisgrenze – |
| K 9270 | S 105 in Häslich – K 9273 – Schwosdorf – Brauna – S 100 – Liebenau – S 93 – Bernbruch – S 94 |
| K 9271 | S 94 – Hausdorf – Cunnersdorf – K 9272 – S 93 |
| K 9272 | K 9271 in Cunnersdorf – S 94 in Biehla |
| K 9273 | (K 6603 im Landkreis Oberspreewald-Lausitz, Brandenburg) – Landesgrenze – Zeisholz – Cosel – S 93 – Grüngräbchen – Schwepnitz – – Gottschdorf – Neukirch – S 100 – K 9270 in Häslich                                     |
| K 9274 | – Königsbrück – … – /S 100 in Königsbrück – K 9275 – S 56 |
| K 9275 | in Schmorkau – Weißbach – Königsbrück – S 100 – Gräfenhain – K 9274 – S 56 in Laußnitz |
| K 9276 | Röhrsdorf – |
| K 9281 | S 130 – Kreisgrenze – (K 8481 im Landkreis Görlitz) (Spreestraße) |
| K 9288 | S 92 – Laske – K 9225 |